# Spies Reminiscent of Us
Spies Reminiscent of Us («Шпионы, похожие на нас») — третья серия восьмого сезона мультсериала «Гриффины». Премьерный показ состоялся 11 октября 2009 года на канале FOX.

## Сюжет
В бывшем доме Кливленда, по соседству с Гриффинами, поселяются известные актёры Чеви Чейз и Дэн Эйкройд. Питер немедленно приглашает их к себе на ужин. Он пытается показаться гостям остроумным, но те считают его невыносимо скучным, и Питер в гневе выгоняет актёров.
Тем временем Стьюи и Брайан, заинтригованные внезапным одновременным прибытием известных актёров в Куахог, отправляются на разведку и обнаруживают под домом Кливленда секретную базу, и узнаю́т, что Чейз и Эйкройд — американские шпионы. Они рассказывают Стьюи и Брайану, что во время Холодной войны Советский Союз завербовал в Америке множество так называемых «спящих шпионов», которые находятся в трансе и «включатся» после произнесения кодовой фразы «Боже, эти итальянцы за соседним столиком действительно ведут себя тихо» (Gosh, that Italian family at the next table sure is quiet). Один из таких агентов, по их данным, обосновался в Куахоге. Четверо приятелей хотят предупредить мэра Адама Веста об этой опасности, но обнаруживают, что он и есть один из этих агентов.
Адам Вест сбегает в Россию, а друзья вчетвером преследуют его. В России они немедленно арестованы как шпионы, но быстро находят общий язык с председателем правительства России (Владимиром Путиным), который так же, как и они, хочет остановить Веста, чтобы тот ничего не натворил. Тем временем Вест запускает ракету с ядерной боеголовкой (англ. Nuclear weapons delivery) по США, но Эйкройду удаётся дистанционно изменить курс бомбы, и она взрывается за пределами атмосферы.
Друзья, спася мир, возвращаются домой, где выясняется, что ещё одним «спящим шпионом» является Мег.
Тем временем Питер с друзьями безуспешно пытается научиться шутить смешно, и даже создаёт свою комик-группу, специализирующуюся на импровизациях.

## Создание
Автор сценария: Алек Салкин
Режиссёр: Синди Танг
Композитор: Уолтер Мёрфи
Приглашённые знаменитости: Чеви Чейз, Дэн Эйкройд и Джеймс Липтон (в не-анимационной врезке) — все камео